# نهال یالچین
نهال یالچین (انگلیسی: Nihal Yalçın; ۲۹ مارس ۱۹۸۱ – ) بازیگر، و خواننده اهل ترکیه بود. وی از سال ۲۰۰۵ میلادی تاکنون مشغول فعالیت بوده‌است.
از فیلم‌ها یا برنامه‌های تلویزیونی که وی در آن نقش داشته‌است می‌توان به برزخ اشاره کرد.